# Sun Enterprise
Sun Enterprise是太阳计算机在UNIX伺服器方面的產品系列名稱，也可說是產品線名稱。此稱自1996年開始使用，至2001年停用。事實上最初稱為Sun Ultra Enterprise系列，然約在1998年去除了名稱中的Ultra一字，此後才正式稱為Sun Enterprise系列。
Sun Enterprise系列的伺服器與Sun同時期推出的Ultra系列工作站一樣，都是使用64位元的UltraSPARC處理器，此外也與Ultra系列工作站一樣使用Solaris作業系統環境。
Sun Enterprise系列有多種型款，從僅具備單顆處理器的初階伺服器到配備數十顆處理器的大型高階伺服器皆有。2001年，昇陽電腦提出新的產品線名稱Sun Fire，才以Sun Fire系列來接替Sun Enterprise系列。

## 以Ultra工作站衍生成的Ultra伺服器
1995年昇陽電腦推出了2款伺服器：UltraServer 1及UltraServer 2，此2款伺服器其實是以原有的Ultra 1工作站、Ultra 2工作站修改而來，而UltraServer 1/2同時也是第一款使用UltraSPARC I處理器的伺服器。這2款伺服器在Sun Enterprise一稱確立後，也順帶被改名成Sun Ultra Enterprise 1與Sun Ultra Enterprise 2，如此才能與昇陽電腦之後陸續發表的新款伺服器，在系列名稱上維持一致性。之後昇陽電腦將此2款伺服器的技術演變出Ultra Enterprise 150型伺服器，即是用原有Ultra 1系統的主機板，再搭配上直塔型的機殼而成，其中機殼內可裝置12個硬碟。
到了1998年，昇陽電腦發表Ultra 5工作站及Ultra 10工作站，Ultra 5/10工作站使用UltraSPARC IIi處理器，而相同設計修改後就為成Enterprise Ultra 5S伺服器及Enterprise Ultra 10S伺服器。

## 初階伺服器
在1997年、1998年間，昇陽電腦發表了Enterprise 450及Enterprise 250的機架式初階伺服器，其中450型的機內可配置4顆UltraSPARC II處理器，而250型則可配置2顆，之後此2款機種在1999年演變出Enterprise 220R與Enterprise 420R型的機架伺服器，其中220R型使用與Ultra 60型工作站相同的主機板，而420R型則使用與Ultra 80型工作站相同的主機板。
更之後昇陽推出Sun Fire V250型伺服器，並用其來取代Sun Enterprise 250，至於Sun Enterprise 450則由Sun Fire V880型來取代，此外220R由Sun Fire 280R取代，420R由Sun Fire V480取代。

## 中階伺服器

### Ultra Enterprise x000系列
1996年昇陽電腦使用Ultra Enterprise 3000、4000、5000及6000型等系列伺服器
，取代了原有的SPARCserver 1000E及SPARCcenter 2000E型伺服器，這一系列的伺服器使用共同的硬體架構設計，包括使用UltraSPARC I或UltraSPARC II處理器，以及使用Gigaplane的封包交換性匯流排（用於處理器與記憶體間），且具備高可用性及容錯等特點，這系列的伺服器主要用於用來執行關鍵任務性的應用程式。
在系列中的3000型是以「配置在辦公室桌邊使用」為訴求，其機內最多可裝置6顆處理器、最多可配置10顆硬碟；而4000型則是訴求在機房內的機櫃機架之用，最多可裝置14顆處理器；5000型本質上與4000型無異，只是連同機櫃一體銷售；至於6000型也是機櫃型態出貨，且最多可裝置30顆處理器。

### Enterprise x500系列
到了1999年，昇陽推出了Enterprise 3500、4500、5500及6500型，做為原有3000～6000型的升級，再升級的4款機型使用更快的Gigaplane匯流排，工作時脈達100MHz，比原有的83MHz更佳。此外，做為3000型升級的3500型與原3000型稍有不同，3000型最多只能配屬6顆處理器，然而3500型最多可配置達8顆處理器。而整個x500系列之後由Sun Fire x800系列（Sun Fire 3800、4800、及6800型）所取代。

## 高階伺服器

### Enterprise 10000型
Enterprise 10000型簡稱E10K，另外也稱為Starfire（星火），是Enterprise系列中最高階的一款伺服器，該伺服器定位在資料中心（Datacenter）級的市場，最多可配置64顆UltraSPARC II處理器。
E10K是Cray Research公司的商務系統部門所研發，由Cray公司直接取用昇陽電腦的UltraSPARC II處理器，再加上Cray自有的系統架構設計，原先研發的用意是用來取代Cray Superserver 6400型，不過之後Cray Research公司於1996年被Silicon Graphics公司收購，收購後1997年Silicon Graphics再將Cray原有的商務系統部門單獨售給昇陽電腦，同年昇陽電腦發表Ultra Enterprise 10000型。更簡單說，昇陽電腦直接將該部門的研發成果視為自有產品來發表、銷售。
E10K的使用具容錯能力的Gigaplane-XB介面，且與x000、x500系列機種一樣具有高可靠性的特點，此外也具有系統分割能力，被分割出的小型化運算系統及資源被稱為「Domain」，每個Domain可以獨立執行一套Solaris作業系統。
E10K也是資訊產業中首款能在TPC-D 300GB的基準測項上突破2,000分的機種，E10K即便是在.com風暴時都有多家知名用戶指名使用，如eBay。附帶一提的是，E10K的售價也相當高昂，過去一般而言一部滿裝配置的E10K，其售價都在100萬美元以上。
E10K機內具有1個或2個控制器模組，該模組透過乙太網路與外部電腦連接，在此所謂的外部電腦指的是系統服務處理器（System Service Processor；SSP），另外控制器模組也透過JTAG介面與機內的centerplane連接，並可將機內仍可調配使用的運算資源（處理器、記憶體、及I/O裝置等）進行分割配置。要注意的是，如果昇陽電腦沒有提供SSP所用的加密金鑰，用戶就無法對E10K進行系統分割及系統開機。
E10K之後由新款的Sun Fire 12000型及15000型（簡稱Sun Frie 12K、15K或F12K、F15K）所取代。

## 附註
1. ↑  R即具有Rack mount（機架）的含意。
2. ↑  High Availability，簡稱HA，有時也翻譯成「高可用性」。
3. ↑  Fault-Tolerance，簡稱「容錯」或「容錯力」、「容錯性」。
4. ↑  原文英文為Mission Critical，簡稱MC。
5. ↑  仍要視處理器的前端匯流排時脈而定。
6. ↑  Starfire原本只是研發時的專案代稱，不過之後也用於正式產品的行銷推展上。
7. ↑  Cray一直以來都擅長於超級電腦技術，因此E10K的諸多系統架構設計皆使用超級電腦的先進（當年而言）架構。
8. ↑  若溯及更早，昇陽與全錄實驗室合作開發出SPARCcenter 2000型，該機型的技術之後也用於Dragon（龍）多處理器工作站上，而SPARCcenter 2000型之後衍生出CS6400型，更之後則是用E10K取代CS6400。

## 外部連結
- Sun Microsystems- 昇陽電腦官方網站（英文）
- （页面存档备份，存于） - 昇陽電腦系統手冊（英文）
- Sun Field Engineer Handbook, 20th edition - 昇陽現場工程師手冊（第20版）（英文）